# 克里斯蒂娜·厄恩斯特
克里斯蒂娜·厄恩斯特（英語：Christine Ernst，20世纪—），美国女子赛艇运动员。她曾代表美国参加1983年泛美运动会赛艇比赛，获得一枚金牌。她也曾在世界赛艇锦标赛上获得一枚金牌、一枚银牌和一枚铜牌。